# Siargao
Siargao es una isla en forma de lágrima en el mar de Filipinas situada 800 kilómetros al sureste de Manila, adyacente a la isla de Mindanao en la provincia de Surigao del Norte, comprendiendo los municipios de Santa Mónica (Sapao), Burgos, San Benito, San Isidro, Pilar, Del Carmen, y parte de los de Dapa y  General Luna.

## Geografía
Cuenta con una extensión superficial de 437 km².
En su costa este se encuentra una profunda ensenada, Puerto Pilar.
Islas adyacentes son:
- Pertenecientes al municipio de General Luna, al este: Anajauán, Daco, Mam-on, Antokon, La Januza y el islote de Guyam.
- Pertenecientes a San Benito: San Juan, Cancangón, Dahikan  y Litalit, por el oeste  .
- Pertenecientes al municipio de Del Carmen:  Kangbangio y Tona, al oeste.
- Compartida entre Del Carmen y San Benito: Poneas.

## Economía
En el término Del Carmen se encuentra el mayor manglar de Mindanao.
Abundan las algas en su litorial, siendo objeto de explotación comercial.

## Clima
Vientos y corrientes procedentes del océano Pacífico, intensificado a su paso hacia el oeste al atravesar el estrecho de Surigao los mares de Mindanao y de Bohol.

## Historia
Fue descubierto por el navegante español Bernardo de la Torre en 1543.